# اسکیپ ۱۸۸۴
سیارک ۱۸۸۴ (به انگلیسی: 1884 Skip، نامگذاری:1943EB1) هزار و هشتصد و هشتاد و چهارمین سیارک کشف شده‌است که در ۲ مارس ۱۹۴۳ و در نیس کشف شد.
قدر مطلق سیارک برابر ۱۱٫۷۰ است.